# بورلی ویلیس
بورلی ویلیس (انگلیسی: Beverly Willis؛ ۱۷ فوریه ۱۹۲۸ - ۱ اکتبر ۲۰۲۳) معمار آمریکایی بود که نقش مهمی در گسترش بسیاری از مفاهیم و شیوه‌های معماری که بر طراحی شهرها و معماری آمریکا تأثیر گذاشت، ایفا کرد. دستاوردهای ویلیس در توسعه فناوری‌های جدید در معماری برنامه‌ریزی شهری، سیاست‌گذاری عمومی و فعالیت‌های رهبری او از طرف معماران به خوبی شناخته شده‌است. شناخته شده‌ترین اثر ساخته شده او ساختمان باله سانفرانسیسکو در سانفرانسیسکو، کالیفرنیا است. بورلی یکی از بنیانگذاران موزه ملی ساختمان، در واشینگتن دی سی، و بنیانگذار بنیاد معماری بورلی ویلیس، یک سازمان غیرانتفاعی است که برای تغییر فرهنگ زنان در صنعت ساختمان از طریق تحقیق و آموزش کار می‌کند.

## سنین جوانی و تحصیل
ویلیس در تولسا، اوکلاهاما، دختر مارگارت الیزابت پورتر، پرستار، و رالف ویلیام ویلیس، کارآفرین صنعت نفت و کشاورزی بود. برادر ویلیس، رالف جرالد ویلیس (۱۹۳۰–۱۹۹۹)، در ارتش ایالات متحده خدمت کرد و بعداً به جزایر فیجی بازنشسته شد.